# Arlindo Gomes Furtado
Arlindo Gomes Furtado (ur. 15 listopada 1949) – kabowerdeński duchowny katolicki, biskup diecezji Santiago de Cabo Verde od 2009, kardynał.

## Życiorys
Urodził się w miejscowości Santa Catarina leżącej w obrębie diecezji Santiago de Cabo Verde w Republice Zielonego Przylądka. Studiował w Papieskim Instytucie Biblijnym w Rzymie, gdzie uzyskał stopień licencjata z Pisma Świętego. Święcenia kapłańskie otrzymał 18 lipca 1976. W latach 1986–1990 ponownie przebywał na studiach biblijnych w Rzymie. Następnie (1990–1996) był profesorem w rodzinnym kraju. W okresie 1996–2003 pełnił funkcje: wikariusza generalnego i proboszcza.
14 listopada 2003 papież Jan Paweł II mianował go biskupem nowo utworzonej diecezji Mindelo. Sześć lat później, 22 lipca 2009, papież Benedykt XVI mianował go biskupem rodzinnej diecezji Santiago de Cabo Verde. Ingres odbył się 15 sierpnia 2009.
4 stycznia 2015 został ogłoszony kardynałem przez papieża Franciszka, zaś na konsystorzu 14 lutego tegoż roku otrzymał insygnia kardynalskie oraz tytuł kardynała prezbitera San Timoteo. Brał udział w konklawe 2025, które wybrało papieża Leona XIV.